# 卡梅洛·利松·托洛萨纳
卡梅洛·利松·托洛萨纳（西班牙語：Carmelo Lisón Tolosana，1929年12月22日—2020年3月17日），西班牙文化人类学家，马德里康普顿斯大学名誉教授。

## 生平
1929年生于萨拉戈萨省阿尔芬登镇。1957年毕业于萨拉戈萨大学历史系。后在阿拉贡地区从事田野调查。1963年获英国牛津大学社会文化人类学博士学位。1964年以后，主要在加利西亚地区从事文化人类学研究，出版了多部专著，包括对当地巫術、邪靈等民间传说的研究。1990年当选西班牙皇家道德与政治科学学院院士。1991年成为大不列颠及北爱尔兰联合王国皇家人类学研究所会员。曾是萨塞克斯大学、曼彻斯特大学、罗马大学、巴黎大学、佛罗里达大学、康奈尔大学、爱丁堡大学、坎皮纳斯州立大学、萨拉曼卡大学的客座教授。
2020年3月17日因腎功能衰竭在马德里逝世，终年90岁。

## 荣誉
- 阿拉贡奖-社会科学与人文奖（1993年）
- 波尔多第二大学名誉博士（2002年）
- 加利西亚政府银奖勋章（2005年）
- 穆尔西亚大学名誉博士（2009年）[4]